# Вито Акончи
Вито Акончи (итал. Vito Acconci; Њујорк, 24. јануар 1940 — Њујорк, 27. април 2017) амерички архитекта и уметник из Њујорка чија се уметничка пракса базира на перформансима, видео уметности и инсталацијама. На светској сцени је постао активан крајем шездесетих година двадесетог века са перформансима који су често били провокативни као на пример перформанс Сед бед (Seedbed, 1972) где је уметник испод пода галерије мастурбирао и путем микрофона изговарао своје фантазије које је публика могла да чује (исти перформанс је Марина Абрамовић поново извела током пројекта Седам лаких комада у Гугенхајм Музеју 2005). Последњих година уметник се сконцентрисао много више на пејзажну архиктетуру бавећи се односом приватног и јавног простора.